# Континуум (теорія множин)
Континуум — незліченна множина або множина, яка рівнопотужна множині дійсних чисел в інтервалі (0,1), а також кардинальне число такої множини, що позначається {\displaystyle {\mathfrak {c}}} (відомо, що {\displaystyle {\mathfrak {c}}=2^{\aleph _{0}}\geq \aleph _{1}}; якщо приймати континуум-гіпотезу, то {\displaystyle {\mathfrak {c}}=2^{\aleph _{0}}=\aleph _{1}}).
Множина дійсних чисел в інтервалі (0,1), як і в будь-якому іншому інтервалі рівнопотужна множині всіх чисел на числовій прямій, тобто можна побудувати однозначне відображення з інтервалу (0,1) на всю числову пряму.
Множина точок на площині й в n-вимірному просторі, де n — скінченне число, теж має потужність континууму.
Із теореми Кантора випливає, що континуальні множини нескінченні. Тому, якщо до них додавати скінченні множини, їх потужність від цього не зміниться.
Звідси до континуальних відносяться множини {\displaystyle \mathbb {I} =\mathbb {R} \backslash \mathbb {Q} } — ірраціональних, {\displaystyle \mathbb {C} } — комплексних і трансцендентних чисел.
Континуум потужніша множина, ніж множина натуральних чисел. Питання про існування множини з потужністю проміжною між множиною натуральних чисел та множиною континууму є однією з нерозв'язаних задач математики (дивіться Континуум-гіпотеза).

## Дивись також
- Кардинальне число
- Скінченна множина
- Зліченна множина
- Континуум-гіпотеза